# Iglesia de San Martín de Tours (Cegama)
La iglesia de San Martín de Tours es un inmueble de la localidad española de Cegama, en la provincia de Guipúzcoa.

## Descripción
El edificio se encuentra en la localidad española de Cegama, perteneciente a la provincia de Guipúzcoa, en la comunidad autónoma del País Vasco. Se menciona como iglesia parroquial del lugar en el Diccionario histórico-geográfico-descriptivo de los pueblos, valles, partidos, alcaldías y uniones de Guipúzcoa (1862) de Pablo de Gorosábel, donde aparece descrita con las siguientes palabras:

La iglesia parroquial de esta villa es de la advocacion de San Martin, la cual se halla servida por un rector, dos beneficiados, un coadjutor y un sacristan eclesiastico. Es de patronato de la misma villa; cuyos vecinos concejantes de voz y voto hacen la presentacion de la rectoría, como lo verificaban de los beneficios y coadjutoria antes del último concordato; pero el nombramiento del sacristan corresponde á los individuos del ayuntamiento y cabildo eclesiástico. La fábrica de esta iglesia es muy antigua, y presenta un conjunto bastante magestuoso.
(Gorosábel, 1862, p. 116)